# VSCO
 (transkr. Виско), раније познатa као VSCO Cam, је мобилна апликација за фотографије за iOS и Андроид уређаје. Апликацију су направили Џол Флори и Грег Лутце.    VSCO омогућава корисницима да снимају фотографије у апликацији и уређују их, користећи унапред дате филтере и алате за уређивање.  

## Историја
су основали Џол Флори и Грег Лутце у Калифорнији, 2011.    VSCO је покренут 2012.  Прикупила је 40 милиона долара од инвеститора у мају 2014.  VSCO је 2017. покренуо модел претплате.  2018. године, Visual Supply Company је имала 90 милиона долара од инвеститора и преко 2 милиона претплатика.  VSCO је 2019. године купио Rylo, стартап за обраду видеа који је основао оригинални програмер Instagram-овог Hyperlapse-а.  Visual Supply Company има канцеларије у Оукланду, Калифорнија, где им је и седиште, и Чикагу .   У децембру 2020. VSCO је купио апликацију Trash за уређивање видеа коју покреће вештачка интелигенција . 
У априлу 2018. VSCO је достигао преко 30 милиона корисника. 

## Коришћење
Корисник мора да се региструје да би користо апликацију. 
Фотографије се могу усликати или увести, као и кратки видео снимци или анимирани гифови (познати у апликацији као DSCO достпна само за iOS).  Корисник може да уређује своје фотографије кроз различите унапред дате филтере или преко функције „алати“ која омогућава финија подешавања за бледење, јасноћу, тон коже, нијансу, оштрину, засићеност, контраст, температуру, експозицију и друга.  Корисници имају могућност постављања својих фотографија на свој профил, где такође могу да додају натписе и хештегове. Фотографије такође могу да се сачувају или да се поделе на другим друштвеним мрежа. Корисници такође имају опцију да уређују сопствене видео записе са својих камера са VSCO годишњим чланством, али не могу да постављају видео снимке са камере на свој налог на VSCO.
Могу се користити JPEG и raw слике. 